# Ven, devórame otra vez
«Ven, devórame otra vez» es un sencillo de 1988 escrito por el dominicano Palmer Hernández e interpretado por el puertorriqueño Lalo Rodríguez. La canción destaca por el contenido sexual ciertamente explícito de su letra, en el momento de la era de la salsa romántica.
La canción alcanzó el top ten en el Hot Latin Tracks alcanzando el puesto número 10. En la primera edición de los premios Lo Nuestro, en 1989, la canción fue galardonada con la distinción Canción Tropical del Año.
Esta canción ha sido un éxito versionada por diversos artistas, entre los que destacan Regina Do Santos, Eddie Santiago, Azúcar Moreno, Lucero, Pitingo y Alberto Barros.